# 城朝龍
城 朝龍（じょう ともたつ）は、日本の軍人。最終階級は憲兵中佐。1941年に第2野戦憲兵隊の分隊長としてマレー作戦に参加、1942年2月、シンガポール占領後のシンガポール華僑粛清事件で市内の粛清を指揮したことで知られる。1947年4月、同事件の戦犯裁判で終身刑判決を受ける。戦後、著書『血路歴程』執筆。

## 経歴
- 熊本県出身[2]
- 35期
- 1923年 歩兵少尉
- 1926年 中尉
- 1932年 憲兵中尉、弘前隊副官
- 1934年 大尉、豊原分隊長
- 1936年 市川分隊長
- 1937年 横浜分隊長
- 1939年 少佐
- 1940年 京城分隊長
- 1941年 第2野戦憲兵隊付、マレー作戦参加。
- 1942年 名古屋憲兵隊附
- 1943年 舞鶴分隊長
- 1944年 中佐予備役
- 1947年4月2日、イギリス軍シンガポール裁判で、シンガポール華僑粛清事件により終身刑判決を受ける[3]。

## 著書
- 『血路歴程』血路歴程刊行会、刊年不明[5]。